# Harpulina
Harpulina là một chi ốc biển, là động vật thân mềm chân bụng sống ở biển trong họ Volutidae.

## Các loài
Các loài thuộc chi Harpulina bao gồm:
- Harpulina arausiaca (Ligthfoot, 1786)[2]
- Harpulina lapponica (Linnaeus, 1767)[3]